# نامكو تيلز ستوديو
نامكو تيلز ستوديو (بالإنجليزية: Namco Tales Studio Ltd.)‏ ، هي شركة ألعاب فيديو يابانية، أسست سنة 1986م وأنتهت سنة 2011م، وكانت مقرها في العاصمة اليابانية طوكيو وهي شركة لعبة فيديو تابعة لشركته الأم نامكو.